# HD 135944
HD 135944 är en dubbelstjärna, belägen i den norra delen av stjärnbilden Björnvaktaren. Den har en skenbar magnitud av ca 6,5 och är mycket svagt synlig för blotta ögat där ljusföroreningar ej förekommer. Baserat på parallaxmätning inom Hipparcosuppdraget på ca 16,2 mas, beräknas den befinna sig på ett avstånd på ca 200 ljusår (ca 62 parsek) från solen. Den rör sig bort från solen med en heliocentrisk radialhastighet på ca 10 km/s.

## Egenskaper
Primärstjärnan HD 135944 är en gul till vit stjärna  av spektralklass G5. Den har radie som är lika med ca 4 solradier och har ca 8 gånger solens utstrålning av energi från dess fotosfär vid en effektiv temperatur på 5 100 K.
HD 135944 har en följeslagare av magnitud 8,94 med en vinkelseparation av 67,3 bågsekunder vid en positionsvinkel på 102° (år 2011).